# Paul Schiller (arbitre)
Paul Schiller, né le 13 mars 1928 à Vienne et mort le 18 mars 2023, est un ancien arbitre autrichien de football. Débutant en 1954, il arbitra en première division autrichienne de 1959 à 1976 et officia internationalement de 1964 à 1976. 

## Carrière
Il a officié dans des compétitions majeures : 
- Coupe d'Europe des vainqueurs de coupe de football 1969-1970 (finale)
- Coupe UEFA 1974-1975 (finale retour)
- JO 1976 (2 matchs)
- Supercoupe de l'UEFA 1976 (match retour)